# Virtuelt kontor
Et virtuelt kontor er en salgsbetegnelse for en ydelse på et kontorhotel.
Ydelsen består i at man kan købe sig til telefonpasning, postmodtagelse m.v. så det fremstår som om man har et fast kontor i kontorhotellet, uden dog at sidde der fysisk. Man vil også kunne afholde møder i kontorhotellets mødelokale.
Ydelsen benyttes typisk af enkeltmandsfirmaer, der i vidt omfang drives fra hjemmeadressen, men ønsker adgang til mødefaciliteter og ønsker at at have en formel firmaadresse .